# パウル・ヴァインガルテン
パウル・ヴァインガルテン（Paul Weingarten, 1886年4月20日 - 1948年4月11日）は、チェコ出身のピアニスト。

## 経歴

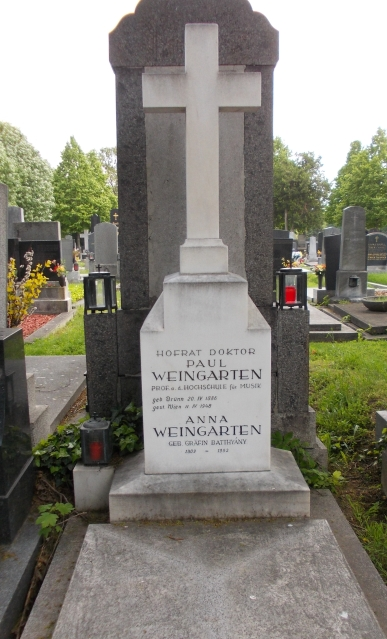
墓

ブルノの出身で、ウィーン音楽院でグイド・アドラーに音楽学、エミール・フォン・ザウアーにピアノ、ロベルト・フックスに音楽理論を学び、博士号を取得した。1922年から1938年まで母校のウィーン音楽院に在職して教鞭をとったが、そのうち1936年4月から1938年3月まで日本の東京音楽学校で傭外国人教師となった。同年帰国し、その後はアンシュルス各地を演奏して回った。1945年にウィーン音楽院の教職に復帰し、ウィーンで亡くなるまで奉職した。
門下にはモーラ・リンパニー、ペーター・シュタドレン、イングリット・ヘブラー、ロラント・ラウペンシュトラウフ、永井進、山口喜久子、水谷達夫などがいる。